# 王国平
王国平（1950年1月—），四川开江人，1950年出生于杭州，1969年1月参加工作，1972年4月加入中共。曾任中共嘉兴市委书记、浙江省委常委、杭州市委书记、市人大常委会主任。

## 工作经历
本科毕业于合肥工业大学稀冶专业。曾任余杭市委书记，杭州市委组织部长，杭州市委副书记。
1993年12月至1998年1月担任中共嘉兴市委书记；1998年1月至1998年12月浙江省省长助理；1998年12月至2000年4月担任浙江省委常委兼秘书长；2000年4月至2002年4月任浙江省委常委、杭州市委书记，2002年4月起兼任杭州市人大常委会主任。2010年1月，因年龄原因卸任浙江省委常委、杭州市委书记，仍担任杭州市人大常委会主任。2012年4月，卸任市人大常委会主任。

## 退休以后
2012年3月至2015年4月，杭州市政府邀请担任中国棋院杭州分院院长。同时兼任浙江省人民政府咨询委员会副主任（至2019年8月）。2018年起担任省属智库浙江省城市治理研究中心主任兼首席专家。此外，还在中央美院任客座博导，浙江大学任兼职教授，教授城市学专业。

## 家庭
其父王平夷（1912年－1970年）曾担任中共杭州市委书记，1970年在文革中被迫害致死，1978年4月7日获得平反。

## 政绩
在杭州任上大力支持房地产发展，造成房价快速上涨，